# Жиндойське сільське поселення
Жиндо́йське сільське поселення (рос. Жиндойское сельское поселение) — сільське поселення у складі Красночикойського району Забайкальського краю Росії.
Адміністративний центр — село Жиндо 1-е.

## Населення
Населення сільського поселення становить 726 осіб (2019; 863 у 2010, 975 у 2002).

## Склад
До складу сільського поселення входять:
| Населений пункт  | Населення, осіб (2002) | Населення, осіб (2010) |
| ---------------- | ---------------------- | ---------------------- |
| Голдановка, село | 0                      | -                      |
| Жиндо 1-е, село  | 437                    | 393                    |
| Жиндо 2-е, село  | 162                    | 177                    |
| Жиндокон, село   | 256                    | 212                    |
| Хілкотой, село   | 120                    | 81                     |